# Шоренстейн, Уолтер
Уолтер Шоренстейн (англ. Walter Shorenstein; 23 февраля 1915 года, Глен-Ков, Нью-Йорк, США — 24 июня 2010 года, Сан-Франциско, США) — американский миллиардер и благотворитель.

## Биография
В юности учился в Университете Пенсильвании, однако покинул учебное заведение и занялся бизнесом в сфере недвижимости.
Сотрудничал с компанией Milton Meyer & Company. В 1951 г. стал партнером в компании, а в 1960 г. — президентом и единственным владельцем Milton Meyer & Company (которая была впоследствии переименована в Shorenstein Company). Под его руководством компания Shorenstein стала наибольшим владельцем разнообразной недвижимости (особенно офисных зданий) в Сан-Франциско, и — одновременно — наладила связи с такими партнерами, как IBM, Bechtel, MetLife, а также с Банком Америки. Его собственный капитал составлял приблизительно 1,3 миллиарда долларов (журнал Форбс назвал Шоренстейна одним из самых влиятельных и состоятельных людей планеты).
На протяжении своей жизни являлся сторонником и спонсором Демократической партии США. Им была создана благотворительная организация Joan Shorenstein Center on Press, Politics and Public Policy, названная в честь дочери Джоан. Миллиардер регулярно оказывал значительную финансовую поддержку различным организациям, учреждениям, заведениям, в особенности — образовательным и исследовательским.